# Кондрашова, Зинаида Николаевна
Зинаида Николаевна Кондрашова (9 октября 1937, Лабытнанги, Омская область — 21 июня 2014, Лабытнанги, Тюменская область) — передовик советской строительной отрасли, бригадир отделочников строительного управления «Ямалгазстрой» Министерства строительства предприятий нефтяной и газовой промышленности СССР, гор. Лабытнанги Ямало-Ненецкого автономного округа, полный кавалер ордена Трудовой Славы (1986).

## Биография
Родилась в 1937 году в посёлке Лабытнанги Ямало-Ненецкого национального округа в составе Омской области в семье коми. Работать начала в бригаде рыбаков в колхозе «Красная Звезда».
В июле 1961 года перешла трудиться в строительно-монтажное управление, где начала работать штукатуром-маляром. Позже возглавила бригаду. Всегда отличалась высоким профессионализмом, выполняла в срок поставленные задачи. Работала на стройках не только в Лабытнанги, но и в Салехарде, в Новом Уренгое, Надыме.
Указом Президиума Верховного Совета СССР от 21 апреля 1975 года была награждена орденом Трудовой Славы III степени.
Указом Президиума Верховного Совета СССР от 16 мая 1980 года была награждена орденом Трудовой Славы II степени.
Указом Президиума Верховного Совета СССР от 21 февраля 1986 года за успехи, достигнутые при выполнении плана и социалистических обязательств, за разработку и внедрения новых технологий и личный вклад в строительство новых объектов была награждена орденом Трудовой Славы I степени, став полным кавалером ордена Трудовой Славы.
Являлась отличным наставником для молодых специалистов.
Избиралась депутатом Ямало-Ненецкого окружного Совета, была членом Тюменского обкома КПСС.
Проживала в городе Лабытнанги. Умерла 21 июня 2014 года.

## Награды и звания
- Орден Трудовой Славы I степени (21.02.1986)
- Орден Трудовой Славы II степени (16.05.1980)
- Орден Трудовой Славы III степени (21.04.1975)
- Орден Трудового Красного Знамени (20.02.1974)
- Медаль «За освоение недр и развитие нефтегазового комплекса Западной Сибири»
- медали
- Почётный гражданин города Лабытнанги